# Schlehecken (Lohmar)
Schlehecken ist ein Weiler in Lohmar im Rhein-Sieg-Kreis in Nordrhein-Westfalen.

## Geographie
Schlehecken liegt im äußersten Nordwesten von der Stadt Lohmar. Ein Teil liegt in Rösrath, der andere in Lohmar. Umliegende Ortschaften und Weiler sind Eigen und Klein-Eigen im Norden, Durbusch und Jexmühle im Nordosten, Honrath im Osten und Südosten, Meinenbroich im Süden, Wickuhl, Schnellhaus und Bliersbach im Südwesten.

## Gewässer
Der Kupfersiefer Bach, ein orografisch linker Nebenfluss der Sülz, entspringt im Westen von Schlehecken.

## Verkehr

### Verkehrsanbindung
Schlehecken liegt an der L 84. Nördlich von Schlehecken verläuft die K 23, südlich die K 39.

### Bahnverkehr
Der nächstgelegene Bahnhof befindet sich in Lohmar-Honrath bei Jexmühle.

### Busverkehr
- Linie 554: Wahlscheid – Honrath – Wickuhl – Schlehecken – Dahlhaus
- Linie 558: Siegburg – Lohmar – Donrath – Scheiderhöhe – Schlehecken – Durbusch – Wahlscheid

Das Anruf-Sammeltaxi (AST) ergänzt den ÖPNV.
Schlehecken gehört zum Tarifgebiet des Verkehrsverbund Rhein-Sieg (VRS).